# سيلفان أرمان

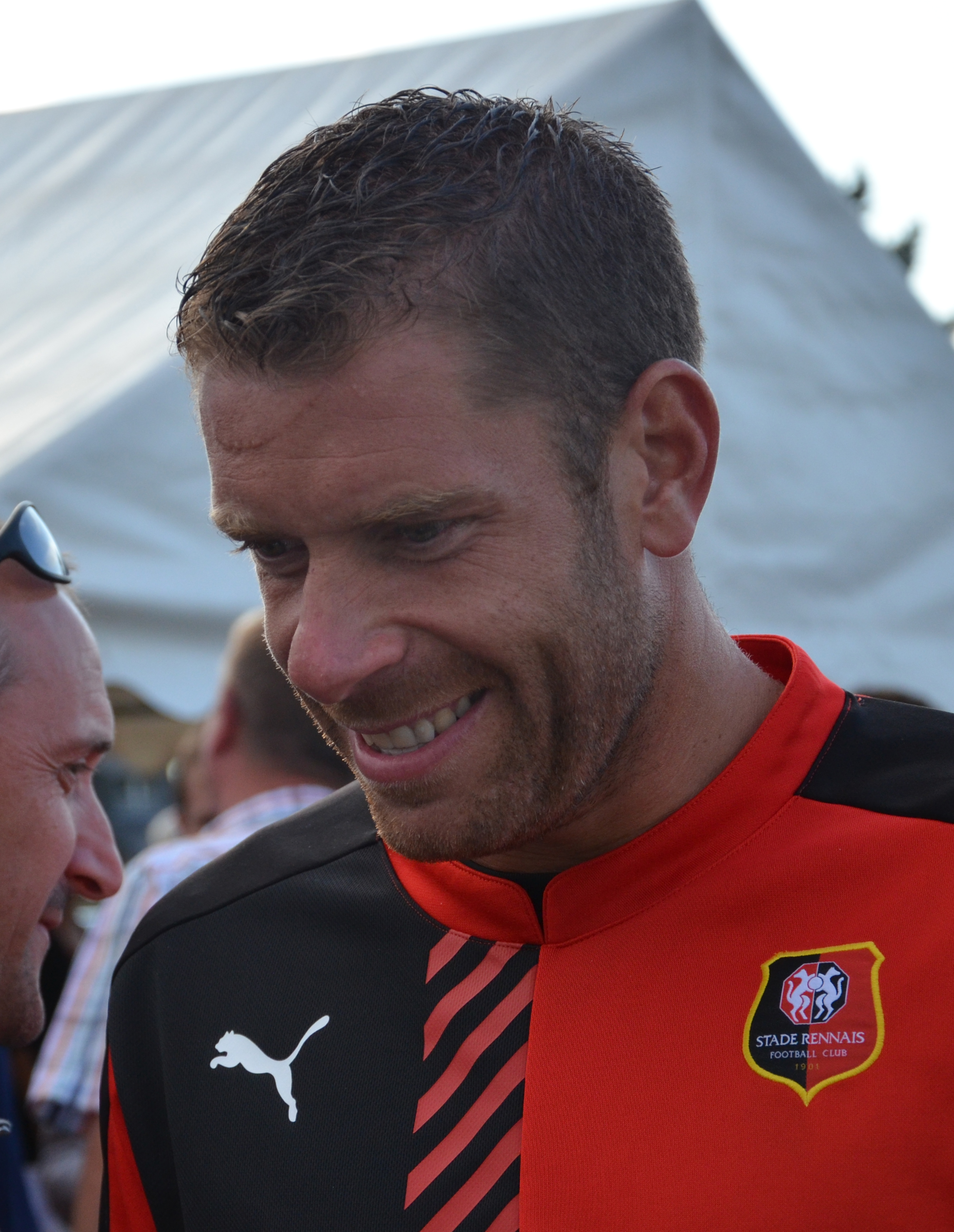

سيلفين أرماند (بالفرنسية: Sylvain Armand)‏ (مواليد 1 أغسطس 1980 في سانت إتيان - فرنسا) لاعب كرة قدم فرنسي يلعب حاليا لصالح نادي الدرجة الأولى باريس سان جيرمان الفرنسي منذ 2004 في مركز الظهير الأيسر . .

## روابط خارجية
- سيلفان أرمان على موقع رابطة كرة القدم الفرنسية للمحترفين (الإنجليزية)
- سيلفان أرمان على موقع قاعدة بيانات كرة القدم.إي يو (الإنجليزية)
- سيلفان أرمان على موقع بيانات كرة القدم. دي إي (الألمانية)
- سيلفان أرمان على موقع ليكيب (الفرنسية)
- سيلفان أرمان على موقع Soccerway.com (الإنجليزية)
- سيلفان أرمان على موقع عالم كرة القدم.نت (الإنجليزية)
- سيلفان أرمان على موقع كووورة
- سيلفان أرمان على موقع AS.com (الإسبانية)